# Legio V Alaudae
La Legio V Alaudae, nota anche come V Gallica o semplicemente V, fu una legione romana, creata da Giulio Cesare nel 52 a.C., composta da nativi della Gallia Transalpina. Il soprannome Alaudae (“allodole”) deriva dall'alta cresta, tipica dei guerrieri Galli, che decorava gli elmi dei legionari. La stessa parola usata in francese per indicare l'allodola (alouette) deriva dal latino alaudae, a sua volta un prestito dalla lingua dei Galli.

## Storia

### Età repubblicana
La V Alaudae o V Gallica di Cesare, fu la prima legione romana composta da soldati provinciali, arruolati tra i nativi della Gallia transalpina. Inizialmente Cesare pagò i legionari con i suoi averi, ma la legione fu poi riconosciuta dal Senato romano. Prima di venire trasferita in Spagna, la V Alaudae partecipò alle guerre galliche fino al 49 a.C., dando prova di essere una delle legioni più coraggiose di Cesare. Si racconta, infatti, che nel corso della battaglia di Tapso nel 46 a.C., dopo aver sostenuto e respinto con grande coraggio una carica di grandi pachidermi africani, alla stessa fu dato come simbolo, proprio l'elefante.
La V Alaudae si trovava in Italia al momento della morte di Cesare ed era previsto il suo scioglimento; dopo il cesaricidio Marco Antonio la radunò lungo la via Appia e si congiunse con altre due legioni provenienti dalla Macedonia per prendere parte, agli ordini del luogotenente di Cesare, alla Guerra di Modena. La V Alaudae divenne la formazione più affidabile di Marco Antonio e si distinse nella battaglia del 21 aprile 43 a.C.; successivamente venne trasferita in Grecia e prese parte alla battaglia di Filippi contro i cesaricidi e alle campagne di Antonio in Oriente fino al 31 a.C.;  probabilmente, partecipò anche alla battaglia di Azio. Dopo il suicidio di Antonio, la legione entrò a far parte dell'esercito di Augusto (30 a.C.).
Nel 16 a.C., sotto il comando di Marco Lollio, fu sconfitta da alcune popolazioni germaniche, i Sugambri, gli Usipeti, e i Tencteri, perdendo anche l'aquila.
La clades Lolliana fu, dopo la clades variana, la più grave sconfitta subita dai romani durante il principato di Augusto.

### Epoca imperiale
Dopo la battaglia di Azio fu posizionata prima nella Gallia Aquitania e poi lungo la frontiera renana dal 19 a.C., dove rimase e combatté fino a circa il 69 d.C. in numerose guerre.
Nel 69 prese parte alla prima battaglia di Bedriaco nel corso della guerra civile, dalla parte di Vitellio.
Incerta è la data di scomparsa di questa legione, che sembra sia stata distrutta o durante le campagne daciche di Domiziano (nell'86), quando Cornelio Fusco subì a Tape una cocente sconfitta da Decebalo, oppure pochi anni più tardi ad opera dei sarmati Iazigi nel 92 durante la seconda fase della guerra suebo-sarmatica.